# Stanisław Eleszkiewicz
Stanisław Eleszkiewicz, né le 28 février 1900 à Czutowe (près de Poltava) et mort le 14 décembre 1963 à Paris, est un peintre, décorateur pour vitraux, mosaïste et graveur sur verre polonais.

## Biographie
Stanisław Eleszkiewicz est le fils de Waleryan Eleszkiewicz et Madeleine Petrikowska. Il étudie à l'Académie des beaux-arts de Varsovie puis aux Beaux-arts d'Athènes. Il voyage en Italie et se fait connaître essentiellement comme décorateur pour vitraux. Il expose au Salon des artistes français dès 1926 ainsi qu'à la Galerie du Montparnasse en 1928.
Divorcé de Louise Sourdillon, il vit avec sa seconde épouse Claude Marie Suzanne Mantel dans son domicile parisien de la Rue du Montparnasse.
Il est mort en décembre 1963, à l'âge de 63 ans.